# Щ-118
«Щ-118» — советская дизель-электрическая торпедная подводная лодка времён Второй мировой войны, принадлежит к серии V-бис проекта Щ — «Щука».

## История корабля
Лодка была заложена 10 октября 1932 года на заводе № 189 «Балтийский завод» в Ленинграде, в 1933 году была доставлена в разобраном виде на завод № 202 «Дальзавод» во Владивостоке для сборки и достройки, спущена на воду в начале 1934 года, 18 декабря 1934 года вступила в строй. В период строительства именовалась «Кефаль», в 1935 году присвоен номер Щ-118.

### Служба
С 1934 года входила в состав Тихоокеанского флота.
18 июля 1942 года в гавани Николаевска-на-Амуре от взрыва на рядом стоящей «Щ-138», «Щ-118» получила пробоину и пошла на дно. По словам матроса Боровика Николая Петровича (1920—1993), который в момент взрыва находился в 7-м отсеке, часть экипажа успела задраиться в районе 6 и 7 отсеков. Несколько часов они неподвижно лежали на полу и ждали в полной тишине помощь и дождалась подъема краном. В момент подъема пятеро матросов (весь экипаж 7 отсека), среди которых был и Боровик Н. П., открыли люк, выпрыгнули из лодки и поплыли к берегу. Далее лодка сорвалась с крана и пошла на дно, оказавшись могилой для остававшихся внутри подводников. Этому крану поднять лодку было не под силу. Когда послали за новым более мощным краном, обрадоваться завершению подъема в 6-м отсеке уже не мог никто. Большое количество погибших связано еще и с тем, что накануне поступил приказ всему экипажу прибыть и занять свои места, что было нетипично для учебной лодки. В момент аварии на лодке находился практически весь экипаж. Всего на Щ-118 погибли 8 членов экипажа.
Выживших пятерых матросов обещали представить к наградам, но не наградили. «Везучий 7-й отсек» добровольцами ушли на Сталинградский фронт мстить за погибших товарищей. Они были уверены, что это — диверсия. Все матросы были приписаны к Днепровской флотилии, находящейся в это время под Сталинградом. Боровик Н. П. в её составе дошел до Берлина. Судьба остальных неизвестна. «Щ-118» находилась в ремонте до конца 1942 года.
В годы Второй мировой войны ПЛ участвовала в советско-японской войне и совершила один боевой поход для высадки разведгруппы. В торпедные атаки не выходила, побед не имеет.
16 августа 1945 года «Щ-118» вышла в боевой поход к южному побережью острова Сахалин с задачей высадить разведгруппу для обеспечения войск разведданными в ходе Южно-Сахалинской наступательной операции. 17 августа из пятерых разведчиков удалось высадить только двоих в 15 километрах южнее порта Маока, в процессе высадки морской водой была выведена из строя рация. Приступить к деятельности они не успели — вскоре высадился советский десант, к которому и присоединились диверсанты. Лодка успешно вернулась на базу 18 августа.
10 июня 1949 года переименована в «С-118».
В феврале 1956 года исключена из состава флота и отправлена на утилизацию. Через месяц прочный корпус лодки был закопан на территории «Дальзавода» и использовался в качестве хранилища мазута.
В 2015 году при реконструкции завода списанное мазутохранилище было извлечено из земли. Элементы прочного корпуса лодки находились в отличной сохранности, и военно-патриотический клуб «Техника XX века в Приморском крае» сохранил корпус как экспонат музея возле ж/д платформы Садгород.

## Командиры лодки
- август 1934 — март 1937 — Иванов Николай Семёнович
- май 1937 — сентябрь 1939 — Иванов В. Н.
- декабрь 1939 — сентябрь 1941 — Горкуша Я. Ф.
- ??.1941 — ??.1942 — Назаренко П. К. (врид командира)
- сентябрь 1942 — февраль 1944 — Цветко В. П.
- июнь 1944 — ??.1949 — Востриков В. А.

## Известные люди служившие на лодке
- Пономарёв, Дмитрий Григорьевич — с марта по апрель 1935 года помощник командира подводной лодки.
- Дыгало, Виктор Ананьевич — в ноябре-декабре 1951 года ВРИО командира подводной лодки.

## Память

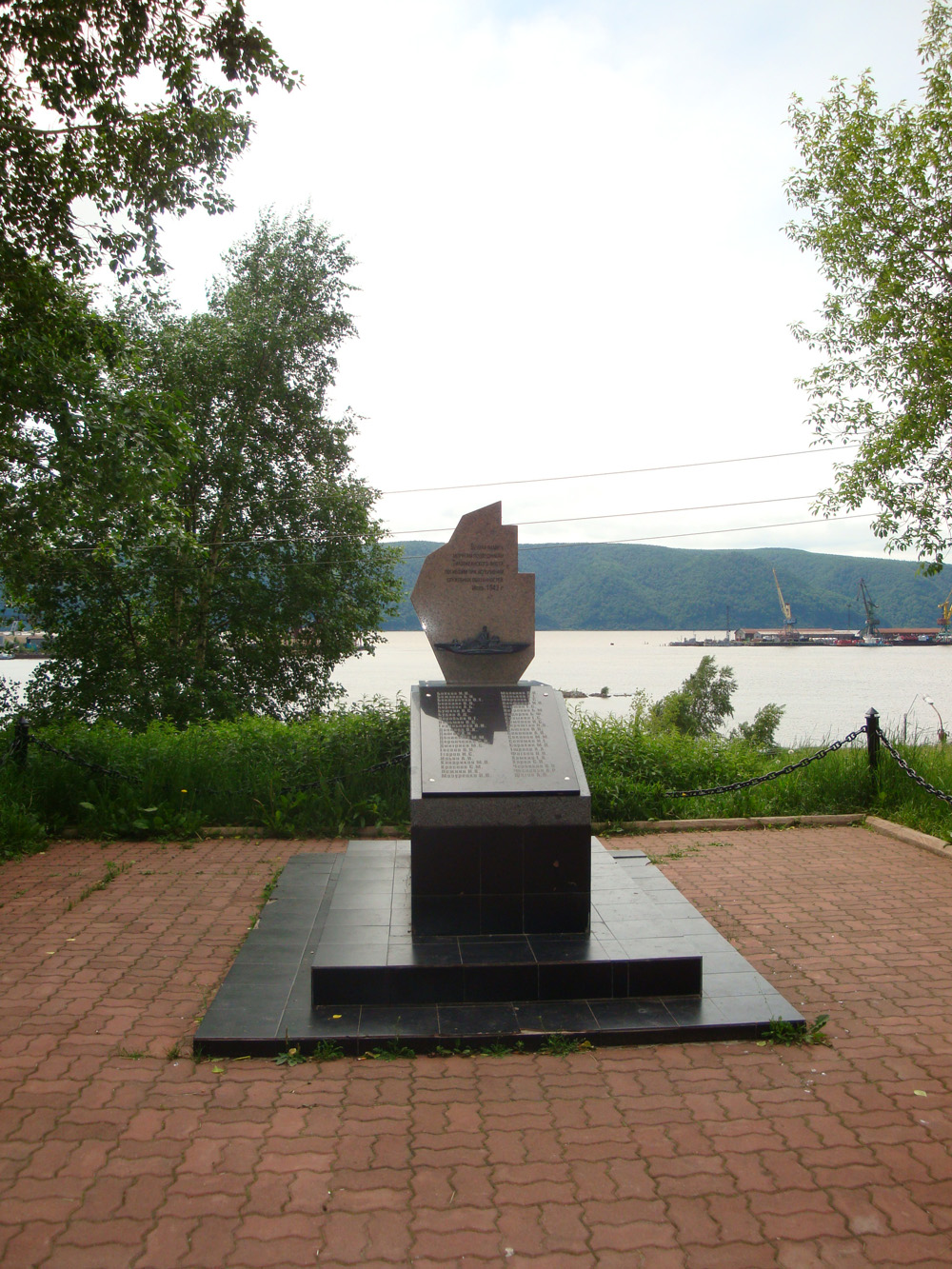
Памятник, установленный в Николаевске-на-Амуре в 2005 году.

2 сентября 2005 года, по инициативе городского Совета ветеранов и лично его председателя Тараканова Г. Н., при финансовой поддержке различных организаций района и населения, в городском сквере Николаевска-на-Амуре был установлен памятный знак в честь экипажей двух подводных лодок, погибших в Николаевске-на-Амуре 18 июля 1942 года — «Щ-118» и «Щ-138». На памятнике высечены 43 фамилии погибших подводников.